# Dwight McNeil
Dwight James Matthew McNeil (Rochdale, 22 novembre 1999) è un calciatore inglese, centrocampista o attaccante dell'Everton.

## Caratteristiche tecniche
È un esterno sinistro, che può essere schierato anche da ala sinistra in un attacco a 3, da trequartista e all'occorrenza anche da terzino sinistro. Un giocatore abile come assist-man, tra i giovani più promettenti del palcoscenico inglese.

## Carriera

### Club
Giovanili allo United e il passaggio al Burnley
Cresciuto nell'Academy del Manchester Utd, nel 2014 si è trasferito al Burnley, dove fino al 2018 ha fatto parte del settore giovanile.
Ha esordito in prima squadra il 13 maggio 2018 disputando l'incontro di Premier League perso 2-1 contro il Bournemouth. Il 30 dicembre successivo ha invece trovato la sua prima rete, fissando il risultato sul definitivo 2-0 nell'incontro di campionato vinto contro il West Ham Utd. Con la maglia del Burnley totalizza 147 presenze con 7 goal e 17 assist in 4 stagioni di Premier League.
Everton
Il 28 luglio 2022 viene acquistato dall'Everton per 17 milioni di euro, con cui sottoscrive un contratto valido fino al 30 giugno 2027. Il 1º ottobre 2022 segna il primo goal decisivo, nella vittoria in trasferta contro il Southampton per 1-2. Conclude la sua prima stagione con 7 goal e 3 assist in 36 partite di Premier League. L'annata successiva 2023/2024 realizza 3 goal e 6 assist, contribuendo alla salvezza dell'Everton e al 15' posto in classifica.
Il 28 settembre 2024 realizza una doppietta nella vittoria per 2-1 contro il Crystal Palace in Premier League.

### Nazionale
Ha giocato nella nazionale inglese Under-20.
Ha partecipato agli Europei Under-21 del 2021.

## Statistiche

### Presenze e reti nei club
Statistiche aggiornate al 27 aprile 2025
| Stagione        | Squadra         | Campionato      | Campionato | Campionato | Coppe nazionali | Coppe nazionali | Coppe nazionali | Coppe continentali | Coppe continentali | Coppe continentali | Altre coppe | Altre coppe | Altre coppe | Totale | Totale | Totale |
| Stagione        | Squadra         | Comp            | Pres       | Reti       | Comp            | Pres            | Reti            | Comp               | Pres               | Reti               | Comp        | Pres        | Reti        | Pres   | Reti   |        |
| --------------- | --------------- | --------------- | ---------- | ---------- | --------------- | --------------- | --------------- | ------------------ | ------------------ | ------------------ | ----------- | ----------- | ----------- | ------ | ------ | ------ |
| 2017-2018       | Burnley         | PL              | 1          | 0          | FACup+CdL       | 0+0             | 0               | -                  | -                  | -                  | -           | -           | -           | 1      | 0      |        |
| 2018-2019       | Burnley         | PL              | 21         | 3          | FACup+CdL       | 2+1             | 0               | UEL                | 2                  | 0                  | -           | -           | -           | 26     | 3      |        |
| 2019-2020       | Burnley         | PL              | 38         | 2          | FACup+CdL       | 1+1             | 0               | -                  | -                  | -                  | -           | -           | -           | 40     | 2      |        |
| 2020-2021       | Burnley         | PL              | 36         | 2          | FACup+CdL       | 2+2             | 0+0             | -                  | -                  | -                  | -           | -           | -           | 40     | 2      |        |
| 2021-2022       | Burnley         | PL              | 38         | 0          | FACup+CdL       | 0+2             | 0+0             | -                  | -                  | -                  | -           | -           | -           | 40     | 0      |        |
| Totale Everton  | Totale Everton  | Totale Everton  | 134        | 7          |                 | 11              | 0               |                    | 2                  | 0                  |             | -           | -           | 147    | 7      |        |
| 2022-2023       | Everton         | PL              | 36         | 7          | FACup+CdL       | 1+2             | 0+0             | -                  | -                  | -                  | -           | -           | -           | 39     | 7      |        |
| 2023-2024       | Everton         | PL              | 10         | 1          | FACup+CdL       | 0+2             | 0+0             | -                  | -                  | -                  | -           | -           | -           | 12     | 1      |        |
| Totale Everton  | Totale Everton  | Totale Everton  | 46         | 8          |                 | 5               | 0               |                    | -                  | -                  |             | -           | -           | 51     | 8      |        |
| Totale carriera | Totale carriera | Totale carriera | 180        | 15         |                 | 14              | 0               |                    | 2                  | 0                  |             | -           | -           | 196    | 15     |        |